# Xpeng Identy X
Xpeng Identy X – elektryczny samochód osobowy typu crossover klasy kompaktowej wyprodukowany pod chińską marką Xpeng w 2017 roku.

## Historia i opis modelu

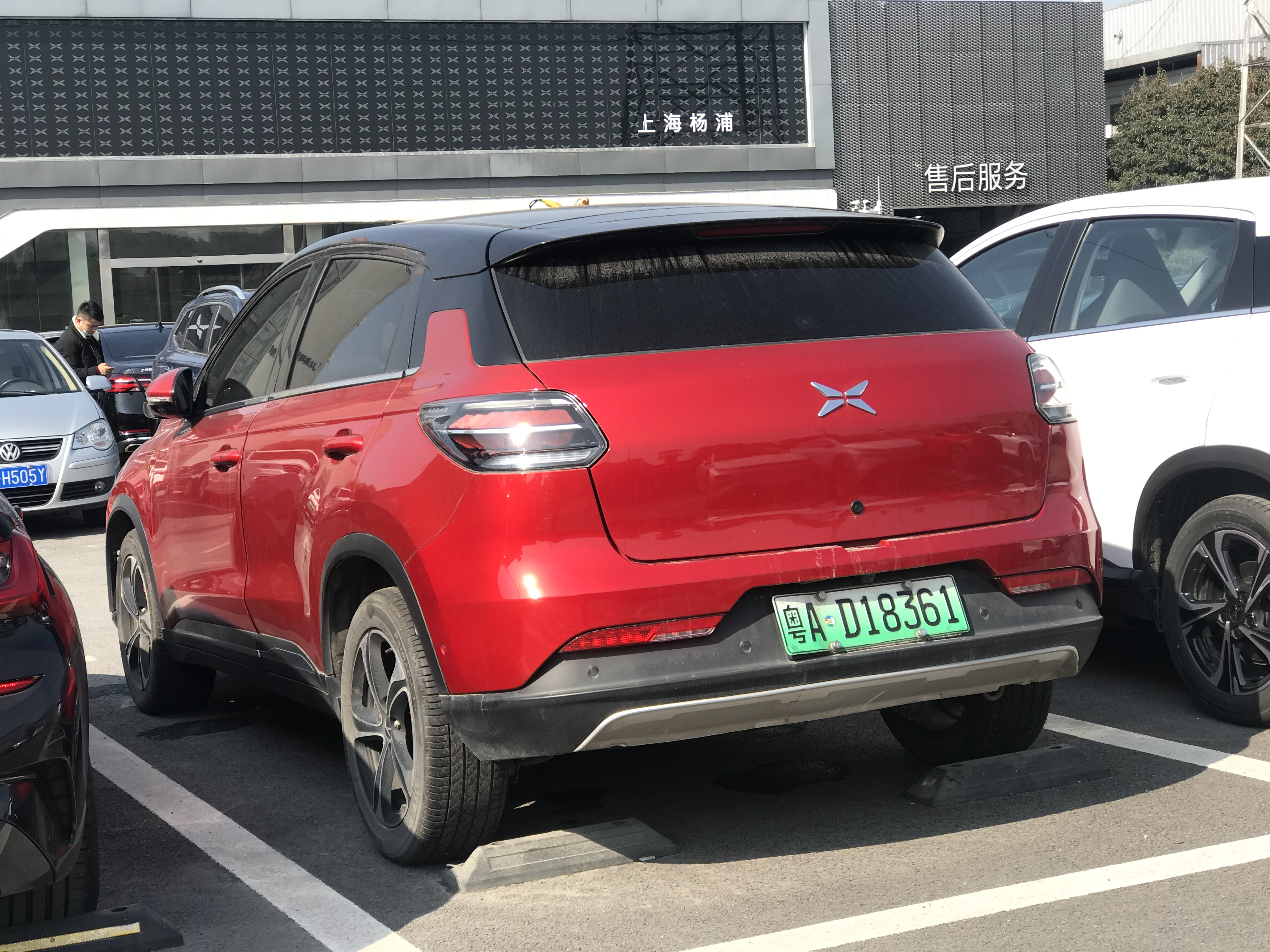
Xpeng Identy X – tył

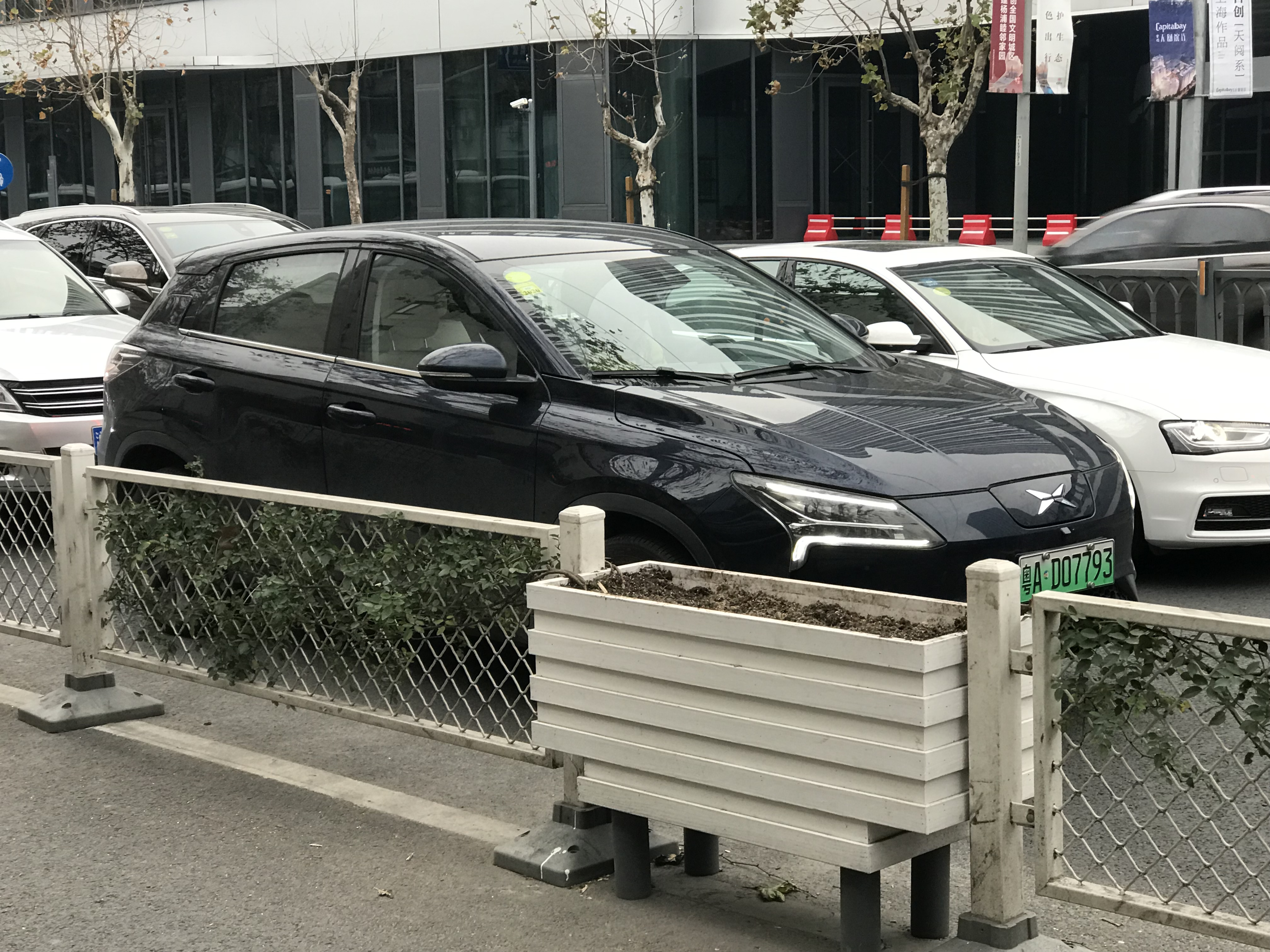
Inny z 15 egzemplarzy pojazdu

We wrześniu 2016 roku chiński startup Xiaopeng Motors przedstawił przedprodukcyjną zapowiedź swojego pierwszego samochodu w postaci kompaktowego crossovera pod nazwą Xpeng Beta jako wstępna prezentacja koncepcji pojazdu. 
Rok później przedstawiony został gotowy model pod nazwą Identy X, przechodząc modyfikacje przedniej i tylnej części nadwozia. Pas przedni zyskały trójramienne reflektory wykonane w technologii LED, z kolei pod centralnie umieszczonym logo firmowym umieszczona została klapka portu ładowania.
Kabina pasażerska została wykończona połączeniem alcantary i aluminium, z kolei deskę rozdzielczą zdominowały dwa wyświetlacze. Pierwszy o przekątnej 12,3-cala zastąpił wskaźniki, z kolei wertykanly ekran dotykowy o przekątnej 15,6-cala przyjął funkcję sterowania systemem multimedialnym i funkcjami pojazdu.

### Sprzedaż
Xpeng Identy X został zbudowany z myślą o chińskim rynku wewnętrznym, gdzie z ceną określoną na 400 tysięcy juanów sprzedaż miała rozpocząć się w 2018 roku. Ostatecznie powstała jedynie limitowana seria 15 egzemplarzy w 2017 roku, a samochód trafił do seryjnej produkcji w głęboko zdmodyfikowanej formie jako Xpeng P3 w 2018 roku.

### Dane techniczne
Xpeng Identy X napędzany był w pełni elektrycznym układem o mocy 190 KM, który umożliwiał rozwinięcie 100 km/h w 7,9 sekundy w trybie 2WD i 5,8 sekundy w trybie AWD, a także przejechanie na jednym ładowaniu do 300 kilometrów.